# Jozef Lukáš
Jozef Lukáš (4. února 1920, Jinošov – 30. březen, 1993, Trenčín) byl česko-slovenský přírodovědec, muzejník, ochranář a zoolog – entomolog.

## Biografie
Jozef Lukáš se narodil v Jinošově na Moravě v roce 1920. Své dětství a mládí prožil v zámku Šénvald u Jinošova na Moravě. Základní školu navštěvoval v Jinošově a v Náměšti nad Oslavou, kde jeho otec působil jako vrchní zahradník u hraběte Haugwitze. Později absolvoval dvouletou obchodní ekonomickou školu v Třebíči. Od 17 let si musel vydělávat sám na sebe. V letech 1938 a 1942 pracoval u civilního geometra Ing. Emila Falluse v Brně. Během druhé světové války byl jako antifašista zatčen a byl internován v různých táborech, kde se mu výrazně zhoršilo zdraví. Zpět domů se vrátil těžce nemocný s tuberkulozou a byl nucen se léčit. Po léčbě se vrátil do práce v kartografické kanceláři v Brně. V roce 1947 odešel na Slovensko do Trenčína, kde založil rodinu. Začal působit jako pracovník v Trenčínském muzeu, kde působil jako velmi aktivní muzejník, ochranář a pracovník muzea. V rámci pracovní aktivity neznal odpočinek i přesto, že byl těžce nemocný. Pracoval až s nadlidskou houževnatostí a nakonec zcela vyčerpán odešel předčasně do invalidního důchodu ve věku pouhých 38 let.
Jozef Lukáš zemřel 30. března 1993 v Trenčíně.

## Entomologické aktivity
Je znám jako nejaktivnější pracovník, který se podílel na konzervaci a záchraně zoologických sbírek Přírodovědného spolku župy Trenčínské. Bez jeho schopností, práce a aktivit by Slovensko zřejmě v průběhu let přišlo o jednu z nejvýznamnějších a nejvzácnějších zoologických sbírek z jeho území. Měl významný podíl na otevření přírodovědné expozice v Trenčínském muzeu v roce 1969, pro kterou vypracoval strukturu, scénář i instalační plán. Sám zrealizoval i většinu prací na textech, grafech, mapách a plánech. Vystihl co nejucelenější charakter stanovišť sběrné oblasti muzea a svými sbírkami z entomologie přesvědčil veřejnost o svém preparátorským mistrovství. Jako přírodovědec se věnoval převážně oboru entomologie, kde se zabýval hlavně brouky (Coleoptera) a blanokřídlými (Hymenoptera). Působil i jako člen Vlastivědného kroužku v Trenčíně a organizátor Sboru ochrany přírody v okrese Trenčín. Své bohaté zkušenosti předal svému synovi RNDr. Josefu Lukášovi ml.